# Schiniere
Lo schiniere o gambiera è quella parte dell'armatura che protegge parte della gamba, dal malleolo al ginocchio (anticamente copriva anche quest'ultimo) e che serviva per proteggere la parte che rimaneva al di fuori dello scudo. Fu usata sin dall'antichità anche se più spesso negli scrittori latini e greci si trova con il nome ocrea. Il suo utilizzo come strumento militare fu abbandonato con lo scomparire delle armature dopo il medioevo. Modernamente, vengono adottati come protezione durante la pratica sportiva alcuni modelli realizzati in materiali leggeri, spesso chiamati "parastinchi".

## Storia
Le prime gambiere erano di cuoio, e generalmente ne era portata solo una, quella di destra, raramente quella di sinistra. Omero narra però che i suoi eroi ne portavano due.
Nella Grecia classica essi si stringevano attorno al polpaccio essendo stampati stretti, ma pur sempre con una certa elasticità. Per evitare gli sfregamenti il loro utilizzo era abbinato all'uso di calze apposite.
Le gambiere, antiche, dal cuoio passarono ad essere costruite in bronzo e poi in ferro e in acciaio. Erano utilizzate anche dagli Hastati, Principes e Triarii dell'esercito romano dei III e II secolo a.C., come ci racconta Polibio.
I combattenti latini, come il mirmillone ne avevano bisogno per proteggere la parte che rimaneva esclusa dalla protezione dello scudo, più specificatamente, gli schinieri proteggevano la parte di gamba dove è la tibia, ovvero tra il ginocchio e la caviglia.
Gambiera sana o intera era detta quando armava tutta la gamba ed i piedi. Mozza quando terminava al malleolo, ossia quando non vi era unita la scarpa di lamine, cui si suppliva con la scarpa di maglia.
Le gambiere potevano essere a due pezzi, uno avanti e l'altro dietro la gamba, oppure in un pezzo solo, e cioè quello anteriore e in questo caso venivano chiamate più propriamente schiniere.
Gambiera fu anche chiamata l'armatura che si poneva alle gambe anteriori del cavallo. Essa venne in uso con il sorgere dell'armatura per l'uomo e della barda per il cavallo.